# 褶曲
褶曲作用是由橫壓力形成，使地層中的沉積岩產生褶曲隆起，形成褶曲山脈；同時如果沉積岩受擠斷裂，會形成逆斷層或逆掩斷層。定義：水平岩層受橫向壓力擠壓而造成起伏， 實例：臺灣太魯閣山壁紋路。